# 陳洽
陳 洽（ちん こう、1370年 - 1426年）は、明代の官僚・軍人。字は叔遠。本貫は常州武進県。

## 生涯
古代の事物を好み学問につとめて、兄の陳済と弟の陳浚とともに名を知られた。洪武年間、書を得意とすることから推薦を受けて兵科給事中に任じられた。洪武帝の命を受けて閲兵すると、さっと通り過ぎるだけで兵の性質を知ることができた。洪武帝は陳洽の有能ぶりを褒めて、金織衣を賜った。父が五開に駐屯していて死去したことから、陳洽は喪のために赴いた。少数民族の反乱により道が塞がっていたことから、険しい間道を行き、父の骨を背負って帰郷した。1401年（建文3年）、茹瑺の推薦により、吏部文選郎中に起用された。
1402年（建文4年）、永楽帝が即位すると、陳洽は吏部右侍郎に抜擢された。1405年（永楽3年）、大理寺卿に転じた。ときに永楽帝はベトナム胡朝の胡季犛父子による簒奪を認めず、陳添平を安南王に擁立して黄中・呂毅らに送らせた。しかし黄中・呂毅らは敗れ、陳添平は捕らえられた。1406年（永楽4年）、陳洽は広西に赴くよう命じられ、韓観とともに兵士を選抜した。永楽帝がベトナムに対する遠征軍を派遣すると、陳洽は遠征軍の軍務に参与するよう命じられ、主に糧食の補給を担当した。1407年（永楽5年）、遠征軍が胡朝を滅ぼすと、陳洽は吏部左侍郎に転じた。このとき黄福が交趾の布政使司・按察使司の事務を管掌しており、専ら寛大さを示して民心を得ようとしていたのに対して、陳洽は才能ある人物を選抜し、社会の規律を振興させた。将士の功罪を考査し、土官を建置し、兵の糧食を管理し、その採決判断は流れるようであった。陳洽は南京に召還されると、礼部と工部の事務を代行するよう命じられた。1409年（永楽7年）、張輔が軍を率いてベトナムの陳頠の乱を討つと、陳洽はこれに従軍した。南京に帰ると、永楽帝の漠北遠征に従い、張輔とともに塞外で練兵した。1411年（永楽9年）、張輔が軍を率いてベトナムの陳季拡の乱を討つと、陳洽はまたこれに従軍した。1415年（永楽13年）4月、兵部尚書に進んだが、交趾に留まって豊城侯李彬の軍事に参与した。
1424年（永楽22年）、洪熙帝が黄福を召還すると、陳洽は交趾の軍務に参与したまま布政使司・按察使司を管掌した。宦官の馬騏が貪欲横暴で、陳洽はその行動を掣肘することができず、ベトナムで4つの反乱が起こり、中でも黎利が最も手ごわい相手であった。交趾に駐屯していた栄昌伯陳智と都督の方政は手をこまねいて、反乱軍は勢力を増長させていた。1425年（洪熙元年）、陳洽は早期に反乱軍を滅ぼすよう勅諭を下して諸将に命じてほしいと上奏した。宣徳帝は勅を下して陳智らを譴責し、兵を進めるよう命じたが、陳智らは茶籠州で敗戦した。1426年（宣徳元年）4月、宣徳帝は陳智と方政の官爵を削った。王通が征夷将軍の印を受けて黎利の征討に赴き、陳洽はその軍務に参与することになった。9月、王通が交趾に到着した。11月、軍を応平に進めて、寧橋に宿営した。陳洽は諸将とともに地勢の悪さを述べ、敵の伏兵のあるのを恐れて、軍を駐留させて敵を偵察するよう求めた。王通は聞き入れず、兵に細い道を進むよう指示し、泥濘の中に陥った。伏兵が起こり、王通の軍は大敗した。陳洽は馬を躍らせて敵陣に入り、重傷を負って落馬した。近くの味方が抱え起こして連れ帰ろうとしたが、陳洽は目を怒らせて生還を拒否し、刀を振るって敵数人を殺すと、自刎して死去した。享年は57。少保の位を追贈された。諡は節愍といった。
子の陳枢は刑科給事中となった。